# Oligembia nigrina
Oligembia nigrina is een insectensoort uit de familie Teratembiidae, die tot de orde webspinners (Embioptera) behoort. De soort komt voor in Venezuela.
Oligembia nigrina is voor het eerst wetenschappelijk beschreven door Ross in 1944.